# Liste der Kulturgüter in Signau
Die Liste der Kulturgüter in Signau enthält alle Objekte in der Gemeinde Signau im Kanton Bern, die gemäss der Haager Konvention zum Schutz von Kulturgut bei bewaffneten Konflikten, dem Bundesgesetz vom 20. Juni 2014 über den Schutz der Kulturgüter bei bewaffneten Konflikten sowie der Verordnung vom 29. Oktober 2014 über den Schutz der Kulturgüter bei bewaffneten Konflikten unter Schutz stehen.
Objekte der Kategorie A sind im Gemeindegebiet nicht ausgewiesen, Objekte der Kategorie B sind vollständig in der Liste enthalten, Objekte der Kategorie C fehlen zurzeit (Stand: 12. April 2024). Unter übrige Baudenkmäler sind geschützte Objekte zu finden, die im Bauinventar des Kantons Bern als «schützenswert» verzeichnet sind.

## Kulturgüter
| Foto |                                                                                             | Objekt                                                         | Kat. | Typ | Standort                                                      | Beschreibung |
| ---- | ------------------------------------------------------------------------------------------- | -------------------------------------------------------------- | ---- | --- | ------------------------------------------------------------- | --- |
| ja   | Datei hochladen · Wikidata zu Krämerhaus (Haus Beck) (Q29675081)                            | Krämerhaus (Haus Beck) KGS-Nr.: 01221                          | B    | G   | Dorfstrasse 45 621905 / 196670                                | Das 1788 erbaute Wohnhaus mit Gewerbeteil ist ein in hohem Masse repräsentativer Ständerbau mit markanter Segmentbogen-Ründe und auffälliger asymmetrischer Befensterung der Frontfassade. Die Südostfassade ist geprägt von drei Lauben und dem massiven Untergeschoss mit Stichbogen-Fenstern. |
| ja   | Datei hochladen · Wikidata zu Hofgruppe Liechtguet (Q29675098)                              | Hofgruppe Liechtguet KGS-Nr.: 01222                            | B    | G   | Lichtgutweg 1–4 621195 / 196010                               | Hofgruppe mit zwei Gehöften mit Bauernhaus und Speicher. Das 1835 erbaute Bauernhaus ist ein Ständerbau mit Ründe, wobei die Fensterfront mit zehn Achsen ungewöhnlich breit ist. Die sorgfältige Zimmermannsarbeit weist grosszügige, vom Biedermeier beeinflusste Formen auf. Der ehemalige Speicher von 1745, heute als Wohnhaus genutzt, besteht aus dem Erdgeschoss als Ständerbau und dem verschalten Obergeschoss als Blockbau mit umlaufender Laube.                                                           |
| ja   | Datei hochladen · Wikidata zu Moserhaus (ehemalige Färberei) (Q29675113)                    | Moserhaus (ehemalige Färberei) KGS-Nr.: 01223                  | B    | G   | Dorfstrasse 58 621769 / 196591                                | Das um 1760 erbaute und nach einem früheren Besitzer benannte Wohn- und Gewerbehaus ist ein Ständerbau unter geknicktem Viertelwalmdach. Über dem massiven Untergeschoss erheben sich ein Stuben- und ein Gadengeschoss, darüber ein offenes Dachgeschoss. Das Gebäude zeichnet sich durch qualitätvolle und reichhaltig verzierte Zimmermannsarbeit aus. |
| ja   | Datei hochladen · Wikidata zu Reformierte Kirche, (Pfarrhaus und Pfrundscheune) (Q29675128) | Reformierte Kirche, Pfarrhaus und Pfrundscheune KGS-Nr.: 01224 | B    | G   | Untere Sonnhalde 11 / Schulhausstrasse 19, 17 621780 / 196650 | Aus romanischer Zeit stammendes Kirchengebäude, das sein heutiges Erscheinungsbild im Wesentlichen beim Umbau von 1850 erhielt. Der Turm entstand um 1495 und besitzt eine hölzerne Glockenlaube sowie einen Spitzhelm aus dem 16./17. Jahrhundert. In der Nachbarschaft steht das 1739/40 erbaute Pfarrhaus, ein Putzbau unter schwach geneigtem Walmdach mit kurzem First; eine daran angebaute Holzbrücke stellt die Verbindung zum höher gelegenen Kirchhof her und etwas weiter entfernt steht die Pfrundscheune. |
| ja   | Datei hochladen · Wikidata zu Gedeckte Holzbrücke über die Emme (Q29675142)                 | Gedeckte Holzbrücke über die Emme KGS-Nr.: 01225               | B    | G   | Schüpbach, Hauptstrasse 44a 622742 / 197648                   | Die 1839 erbaute gedeckte Holzbrücke über die Emme ist eine pfeilerlose Bogenkonstruktion unter Walmdach, die Spannweite zwischen den aus Hausteinen gefertigten Widerlagern beträgt 48 m. Der auf dem Bogen lastende Gitterkasten ist vielteilig verstrebt und an den Längsseiten mit Brettern stehend verschalt. |
| ja   | Datei hochladen · Wikidata zu Aeschaubrücke - Teil Signau (Q116943078)                      | Aeschaubrücke über die Emme KGS-Nr.: 06071                     | B    | G   | Ramseischachen (889c) 624582 / 195389                         | Um das Jahr 1900 erbaute gedeckte Holzbrücke über die Emme. Es handelt sich um eine Holzgitterkonstruktion mit stehender Dachstuhl unter einem Satteldach. Die seitliche Bretterverschalung weist anspruchsvolle historisierende Verzierungen auf. Das Objekt liegt hälftig auf Gemeindegebiet von Signau (KGS-Nr. 06071) und Eggiwil (KGS-Nr. 00880). |

## Übrige Baudenkmäler
Hinweis: Anstelle der KGS-Nummer wird als Objekt-Identifikator (ID) die Grundstücksnummer verwendet.
| ID   | Foto |                                                                        | Objekt                                | Typ | Standort                               | Beschreibung |
| ---- | ---- | ---------------------------------------------------------------------- | ------------------------------------- | --- | -------------------------------------- | --- |
| 78   | ja   | Datei hochladen · Wikidata zu Aeschaubrücke - Teil Signau (Q116943078) | Gedeckte Holzbrücke (um 1900)         | G   | Ramseischachen N.N. 624582 / 195389    | Siehe KGS-Nr.: 06071 |
| 94   | ja   | Datei hochladen · Wikidata zu Pfarrhaus Signau (Q111296024)            | Pfarrhaus (1739/40)                   | G   | Schulhausstrasse 19 621792 / 196696    | |
| 94   | BW   | Datei hochladen                                                        | Gartenpavillon (1969)                 | G   | Schulhausstrasse 19a 621813 / 196683   | |
| 113  | BW   | Datei hochladen                                                        | Speicher (1625)                       | G   | Ramsei 284a 623970 / 195471            | |
| 113  | BW   | Datei hochladen                                                        | Speicher (1705)                       | G   | Ramsei 286b 623969 / 195521            | |
| 113  | BW   | Datei hochladen                                                        | Schwimmer- und Reguliergebäude (1927) | G   | Ramsei 286d 623677 / 195937            | |
| 124  | BW   | Datei hochladen                                                        | Wohnhaus (um 1790)                    | G   | Dorfstrasse 50 621834 / 196645         | |
| 170  | BW   | Datei hochladen                                                        | Speicher (1587)                       | G   | Brauchbühl 13a 623887 / 198682         | |
| 173  | BW   | Datei hochladen                                                        | Stöckli (um 1800)                     | G   | Niedermatt 51a 622201 / 197694         | |
| 173  | BW   | Datei hochladen                                                        | Speicher (1638)                       | G   | Niedermatt 51b 622248 / 197661         | |
| 210  | BW   | Datei hochladen                                                        | Speicher (1706)                       | G   | Mutten 240a 623191 / 196037            | |
| 232  | BW   | Datei hochladen                                                        | Wohnhaus (1893)                       | G   | Dorfstrasse 42 621944 / 196747         | |
| 233  | BW   | Datei hochladen                                                        | Bauernhaus (1738)                     | G   | Ramsei 284 624006 / 195477             | |
| 246  | BW   | Datei hochladen                                                        | Speicher (1717)                       | G   | Mutten 252a 623225 / 196209            | |
| 249  | BW   | Datei hochladen                                                        | Speicher (1809)                       | G   | Mutten 257a 623093 / 196278            | |
| 271  | BW   | Datei hochladen                                                        | Speicher (1639)                       | G   | Riedbergli 46a 622466 / 198353         | |
| 272  | ja   | Datei hochladen                                                        | Wohnhaus mit Verkaufsladen (1906)     | G   | Dorfstrasse 46 621885 / 196688         | |
| 274  | BW   | Datei hochladen                                                        | Bauernhaus (17. Jh.)                  | G   | Kühweid 307 624554 / 193574            | |
| 274  | BW   | Datei hochladen                                                        | Speicher (18. Jh.)                    | G   | Kühweid 307a 624566 / 193546           | |
| 279  | BW   | Datei hochladen                                                        | Speicher (1806)                       | G   | Eich 323a 623564 / 194162              | |
| 299  | BW   | Datei hochladen                                                        | Speicher (1753)                       | G   | Schlapbach 267 622514 / 195372         | |
| 391  | BW   | Datei hochladen                                                        | Bauernhaus (um 1790)                  | G   | Immenägerten 335 622187 / 194260       | |
| 391  | BW   | Datei hochladen                                                        | Speicher (1834)                       | G   | Immenägerten 335a 622163 / 194279      | |
| 393  | BW   | Datei hochladen                                                        | Speicher (1804)                       | G   | Hinteregg 314a 623956 / 193037         | |
| 411  | BW   | Datei hochladen                                                        | Speicher (Mitte 18. Jh.)              | G   | Ober Rainsberg 205b 620893 / 196744    | |
| 426  | ja   | Datei hochladen                                                        | Gasthof zum Bären (1758)              | G   | Dorfstrasse 48 621862 / 196671         | |
| 436  | BW   | Datei hochladen                                                        | Speicher (1626)                       | G   | Häleschwand 362 623948 / 197444        | |
| 461  | ja   | Datei hochladen                                                        | Gasthof zum Turm (1769)               | G   | Dorfstrasse 66 621716 / 196495         | |
| 471  | BW   | Datei hochladen                                                        | Bauernhaus (1804)                     | G   | Gassen 3 622206 / 197350               | |
| 537  | BW   | Datei hochladen                                                        | Speicher (17. Jh.)                    | G   | Gadenacker 260a 622885 / 196748        | |
| 574  | BW   | Datei hochladen                                                        | Wohnhaus (1778)                       | G   | Untere Sonnhalde 2 621681 / 196498     | |
| 610  | BW   | Datei hochladen                                                        | Speicher (1741)                       | G   | Häleschwand 358 623865 / 197537        | |
| 676  | BW   | Datei hochladen                                                        | Bauernhaus (frühes 18. Jh.)           | G   | Fuhren 277 623631 / 194493             | |
| 676  | BW   | Datei hochladen                                                        | Speicher (1635)                       | G   | Fuhren 277a 623655 / 194502            | |
| 679  | ja   | Datei hochladen                                                        | Alte Bubeneibrücke (1837)             | G   | Untere Brunnmatt 10I 623418 / 199127   | Objekt liegt hälftig auf dem Gemeindegebiet von Signau (ID 679 Alte Bubeneibrücke) und Lauperswil (ID 1442 Alte Bubeneibrücke) |
| 682  | BW   | Datei hochladen                                                        | Stöckli / Schmiede (1734)             | G   | Unter Fuhren 274a 623584 / 194979      | |
| 689  | BW   | Datei hochladen                                                        | Speicher (1746)                       | G   | Mutten 236b 622581 / 196327            | |
| 712  | BW   | Datei hochladen                                                        | Speicher (1635)                       | G   | Mutten 251b 623317 / 196124            | |
| 715  | BW   | Datei hochladen                                                        | Bauernhaus (1751)                     | G   | Niedermattgraben 54 621888 / 197930    | |
| 715  | BW   | Datei hochladen                                                        | Stöckli (1878)                        | G   | Niedermattgraben 54a 621914 / 197925   | |
| 722  | BW   | Datei hochladen                                                        | Speicher (1657)                       | G   | Bubenei 104a 623861 / 196444           | |
| 741  | BW   | Datei hochladen                                                        | Mehrfamilienhaus (1890)               | G   | Dorfstrasse 113 621382 / 196086        | |
| 792  | BW   | Datei hochladen                                                        | Bauernhaus (17. Jh.)                  | G   | Häleschwand 363 623979 / 197455        | |
| 846  | BW   | Datei hochladen                                                        | Speicher (1763)                       | G   | Wildsgut 312a 623974 / 193785          | |
| 848  | BW   | Datei hochladen                                                        | Speicher (1767)                       | G   | Hintere Böschmatt 325a 623043 / 194094 | |
| 870  | BW   | Datei hochladen                                                        | Speicher (1757)                       | G   | Ried 47a 622528 / 197989               | |
| 885  | BW   | Datei hochladen                                                        | Speicher (1637)                       | G   | Niedermattgraben 53a 622049 / 197730   | |
| 981  | BW   | Datei hochladen                                                        | Kleinbauernhaus (16./17. Jh.)         | G   | Fuhren 278 623612 / 194474             | |
| 1032 | BW   | Datei hochladen                                                        | Speicher (1779)                       | G   | Vorderegg 313a 624195 / 193405         | |
| 1055 | BW   | Datei hochladen                                                        | Bauernhaus (um 1770)                  | G   | Sängeli 222 622001 / 197156            | |
| 1055 | ja   | Datei hochladen                                                        | Speicher (1780)                       | G   | Sängeli 222a 621974 / 197118           | |
| 1078 | BW   | Datei hochladen                                                        | Speicher (1834)                       | G   | Bembrunnen 7b 624145 / 199102          | |
| 1109 | BW   | Datei hochladen                                                        | Bauernhaus (1726)                     | G   | Hinter Erlenbach 300 624274 / 194890   | |
| 1111 | BW   | Datei hochladen                                                        | Bauernhaus (1890)                     | G   | Mättenbergfeld 17b 624125 / 198383     | |
| 1111 | BW   | Datei hochladen                                                        | Stöckli (1803)                        | G   | Mättenbergfeld 17c 624095 / 198384     | |
| 1115 | BW   | Datei hochladen                                                        | Gasthof Emmenbrücke (1833)            | G   | Hauptstrasse 42 622709 / 197585        | |
| 1122 | BW   | Datei hochladen                                                        | Ehemaliges Bauernhaus (1715)          | G   | Hauptstrasse 43 622689 / 197613        | |
| 1145 | BW   | Datei hochladen                                                        | Bauernhaus (um 1530)                  | G   | Bembrunnen 4 624025 / 199275           | |
| 1151 | BW   | Datei hochladen                                                        | Wohnhaus mit Gewerbe (1761)           | G   | Dorfstrasse 51 621844 / 196632         | |
| 1151 | BW   | Datei hochladen                                                        | Stockbrunnen (1840)                   | G   | Dorfstrasse N.N. 621849 / 196642       | |
| 1172 | ja   | Datei hochladen                                                        | Wohn- und Geschäftshaus (1887)        | G   | Dorfstrasse 64 621730 / 196530         | |
| 1199 | ja   | Datei hochladen                                                        | Gemeindearchiv (1844)                 | G   | Untere Sonnhalde 9 621758 / 196627     | |
| 1213 | BW   | Datei hochladen                                                        | Stöckli (1815)                        | G   | Häleschwand 19c 623996 / 197585        | |
| 1302 | BW   | Datei hochladen                                                        | Speicher (1808)                       | G   | Vordere Böschmatt 326a 622808 / 194131 | |
| 1326 | BW   | Datei hochladen                                                        | Mehrfamilienhaus (1870)               | G   | Dorfstrasse 171 621122 / 195742        | |
| 1328 | BW   | Datei hochladen                                                        | Speicher (1745)                       | G   | Hauptstrasse 9a 622522 / 197400        | |
| 1469 | BW   | Datei hochladen                                                        | Speicher (1752)                       | G   | Hauptstrasse 29 622573 / 197606        | |
| 1490 | ja   | Datei hochladen · Wikidata zu Pfrundscheune Signau (Q116944215)        | Pfrundscheune (1792)                  | G   | Schulhausstrasse 17 621789 / 196722    | |
| 1691 | BW   | Datei hochladen                                                        | Speicher (1819)                       | G   | Gässli 16a 622168 / 196531             | |
| 1770 | ja   | Datei hochladen                                                        | Speicher (1822)                       | G   | Ronach 207a 621055 / 197205            | |
| 2141 | BW   | Datei hochladen                                                        | Ehemaliges Waschhaus (1838)           | G   | Dorfstrasse 63c 621752 / 196524        | |